# Жан Никола
Жан Едуар Мари Никола (фр. Jean Nicolas; Нантер, 9. јун 1913 — Париз, 8. септембар 1978) био је француски репрезентативац који је играо на позицији нападача.
Рођен у Нантери, Николас је играо клуб фудбал за Роен, а био је део француске фудбалске репрезентације на светском првенству 1934. и 1938. где је на првенству 1938. године постигао два гола за свој национални тим.
Постигао је укупно 21 гол у 25 међународних утакмица између 1933. и 1938. године, што га чини дванаестим најбољим стрелцем Француске.